# Ulrik Bergman
Jan Ulrik Hardy Bergman, född 19 maj 1970 i Tyresö, är en svensk politiker (Moderata samlingspartiet). Han var riksdagsledamot mellan den 2 december 2021 och den 13 februari 2022, då han var tjänstgörande ersättare för partikollegan Carl-Oskar Bohlin från Borlänge.
Bergman är civilekonom och fil. mag. i statskunskap, och har under perioden 1999 till 2019 arbetat med järnvägsfrågor på Banverket, Järnvägsstyrelsen och senare Transportstyrelsen. Han är sedan 2019 anställd vid Trafikverket, sedan 2020 med befattningen "Head of Traffic Safety".
Han är (2021) gruppledare för moderaterna i kommunfullmäktige i Borlänge.